# Chitose (tàu sân bay Nhật)
Chitose (tiếng Nhật: 千歳) là một tàu sân bay hạng nhẹ của hải quân Đế quốc Nhật Bản trong Thế Chiến II. Không nên nhầm nó với chiếc tàu tuần dương Chitose. Nguyên là một tàu chở thủy phi cơ được hạ thủy vào năm 1936, nó được cải biến thành một tàu sân bay hạng nhẹ vào năm 1943. Nó bị đánh đắm trong Trận chiến vịnh Leyte vào ngày 25 tháng 10 năm 1944.

## Tàu chở thủy phi cơ
Được đặt lườn vào năm 1934 tại xưởng hải quân Kure như một tàu chở thủy phi cơ và hạ thủy ngày 29 tháng 11 năm 1936, Chitose có khả năng hỗ trợ cho các kiểu thủy phi cơ trinh sát Kawanishi E7K Kiểu 94 "Alf" và Nakajima E8N Kiểu 95 "Dave". Cho dù có những suy đoán rằng Chitose có thể mang theo được loại tàu ngầm bỏ túi Kiểu A, thực ra chỉ có chiếc tàu chị em với nó là chiếc Chiyoda có khả năng này. Như một tàu chở thủy phi cơ, Chitose đã tham gia vào nhiều chiến dịch hải quân, từng tham dự trận Midway cho dù không có hoạt động chiến đấu nào. Nó bị hư hại ngoài khơi Davao, Philippines vào ngày 4 tháng 1 năm 1942. Nó yểm trợ cho lực lượng đổ bộ Nhật Bản lên quần đảo Đông Ấn và quần đảo Gilbert vào tháng 1 năm 1942, và nó bị thiệt hại trong Trận chiến Đông Solomon vào tháng 8 năm 1942.

## Việc cải biến

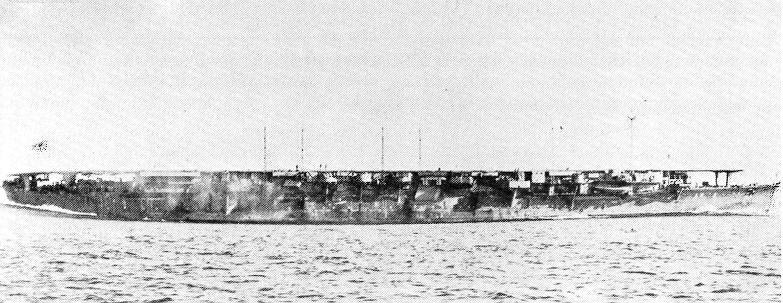
Chitose sau khi được cải biến thành một tàu sân bay hạng nhẹ vào năm 1944.

Khi phía Nhật Bản bắt đầu nhận ra tầm quan trọng của tàu sân bay, và nhất là sau khi bị mất các tàu sân bay hạm đội chủ lực sau Trận Midway, chiếc Chitose được cải biến thành một tàu sân bay hạng nhẹ tại xưởng Hải quân Sasebo bắt đằu từ 26 tháng 1 năm 1943, được đưa vào hoạt động trở lại vào ngày 1 tháng 11 năm 1943 dưới tên hiệu CVL (24) và được hoàn tất như một tàu sân bay vào ngày 1 tháng 1 năm 1944 và được bố trí về Hàng không chiến đội 3.

## Trận chiến cuối cùng
Cả Chitose lẫn chiếc tàu sân bay chị em với nó là Chiyoda đều bị đánh chìm bởi sự kết hợp của bom, pháo từ các tàu tuần dương và ngư lôi từ các khu trục hạm trong Trận chiến vịnh Leyte. Căn cứ vào kế hoạch của chiến dịch Sho-ichi go, cả hai chiếc tàu sân bay được cho di tản hết máy bay và được sử dụng làm mồi nhữ một cách rất thành công lực lượng tàu sân bay chủ yếu của hạm đội Mỹ ra khỏi các bãi đổ bộ trên bờ biển Philippines. Chitose bị đánh chìm bởi ngư lôi trong đợt tấn công thứ nhất của Lực lượng Đặc nhiệm TF 38 do máy bay cất cánh từ tàu sân bay Essex ngoài khơi mũi Engano.
Lúc 08 giờ 35 phút, Chitose trúng phải ba ngư lôi và các quả bom ném gần trúng bên mạn trái phía trước thang nâng số 1. Điều này khiến cho các khoang nồi hơi số 2 và số 4 bị ngập và con tàu bị nghiêng ngay lập tức 27 độ và hỏng bánh lái. Dần dần độ nghiêng được giảm bớt còn 15 độ, nhưng đến 08 giờ 55 phút có thêm các khoang khác bị ngập làm cho nó nghiêng thêm đến 20 độ. Lúc 08 giờ 55 phút, khoang động cơ bên phải bị ngập nước khiến vận tốc giảm xuống còn 14 knot. Khoang động cơ bên phải tiếp nối bị ngập theo lúc 09 giờ 25 phút, và chiếc Chitose chết đứng giữa biển với độ nghiêng 30 độ. Lúc 09 giờ 37 phút ở tọa độ 19°20′B 126°20′Đ / 19,333°B 126,333°Đ, nó bị lật úp qua mạn trái và chìm mũi xuống trước với tổn thất lên đến 903 người kể cả thuyền trưởng Yoshiyuki Kishi. Tàu tuần dương Isuzu cứu được 480 người, và tàu khu trục Shimotsuki vớt được thêm 121 người nữa.

## Danh sách thuyền trưởng
Như một tàu chở thủy phi cơ
- Masamichi Ikeguchi (sĩ quan trang bị trưởng): 1 tháng 3 năm 1937 - 25 tháng 7 năm 1938
- Masamichi Ikeguchi: 25 tháng 7 năm 1938 - 15 tháng 12 năm 1938
- Seiji Mizui: 15 tháng 12 năm 1938 - 15 tháng 11 năm 1939
- Masao Nishida: 15 tháng 11 năm 1939 - 3 tháng 6 năm 1940
- Tameki Notomo: 3 tháng 6 năm 1940 - 15 tháng 10 năm 1940
- Raizo Tanaka: 15 tháng 10 năm 1940 - 15 tháng 11 năm 1940
- Chikao Yamamoto: 15 tháng 11 năm 1940 - 20 tháng 8 năm 1941
- Tamotsu Furukawa: 20 tháng 8 năm 1941 - 25 tháng 11 năm 1942
- Seigo Sasaki: 25 tháng 11 năm 1942 - 26 tháng 1 năm 1943

Như một tàu sân bay hạng nhẹ
- Seigo Sasaki: 26 tháng 1 năm 1943 - 14 tháng 4 năm 1943
- Tsutau Araki: 14 tháng 4 năm 1943 - 1 tháng 7 năm 1943
- Yoshio Kobara: 1 tháng 7 năm 1943 - 4 tháng 8 năm 1943
- Yoshio Miura: 4 tháng 8 năm 1943 - 7 tháng 4 năm 1944
- Yoshiyuki Kishi: 7 tháng 4 năm 1944 - 25 tháng 10 năm 1944 (tử trận, được truy phong Chuẩn Đô đốc)